# Pseudostellaria himalaica
Pseudostellaria himalaica là loài thực vật có hoa thuộc họ Cẩm chướng. Loài này được (Franch.) Pax miêu tả khoa học đầu tiên năm 1934.